# Liparis latifrons
Liparis latifrons är en fiskart som beskrevs av Schmidt, 1950. Liparis latifrons ingår i släktet Liparis och familjen Liparidae. Inga underarter finns listade i Catalogue of Life.